# Hołubla (województwo podkarpackie)
Hołubla (w latach 1977–1981 Podlasek) – osada leśna w Polsce położona w województwie podkarpackim, w powiecie przemyskim, w gminie Przemyśl.
W latach 1975–1998 miejscowość administracyjnie należała do województwa przemyskiego.